# Семененко Михайло Іванович
| Семененко Михайло Іванович | Семененко Михайло Іванович                                |
| --- | --------------------------------------------------------- |
| підполковник |                                                           |
| Загальна інформація |                                                           |
| Народження | 18 березня 1984 м. Барвінкове, Харківська область,Україна |
| Національність | українець                                                 |
| Alma Mater | Українська Державна Академія Залізничного Транспорту      |
| Військова служба |                                                           |
| Роки служби | з 2016 року                                               |
| Приналежність | Україна                                                   |
| Вид ЗС | Збройні сили                                              |
| Формування | 58 ОМПБр - 16 ОМПБ,                                       |
| Війни / битви | Російсько-українська війна                                |
| Командування |                                                           |
| 93 ОМБр - Командир 1 механізованого взводу 7 механізованої роти 3 механізованого батальйону 93 окремої механізованої бригади (2016—2017) - Командир 7 механізованої роти 3 механізованого батальйону 93 окремої механізованої бригади (2017—2020) - Заступник командира 20 окремого мотопіхотного батальйону 93 окремої механізованої бригади (2020—2023) 32 ОМБр - Командир 1 механізованого батальйону 32 окремої механізованої бригади (2023—2024) 152 ОЄБр - Командир 2 стрілецького батальйону 152 окремої єгерської бригади (2024) 16 ОМПБ - Командир 16 окремого мотопіхотного батальйону 58 окремої мотопіхотної бригади (2024—т.ч.) |                                                           |
| Нагороди та відзнаки |                                                           |
| |                                                           |

Семененко Михайло Іванович (нар. 18 березня 1984, м. Барвінкове, Харківська область) — підполковник Збройних сил України, учасник російсько-української війни.

## Життєпис
У період з 2001 по 2006 року навчався в Українській Державній Академії Залізничного Транспорту за спеціальністю: «Організація перевезень і управління на транспорті (залізничний транспорт)», професійна кваліфікація: «Інженер з організації перевезень і управління на залізничному транспорті».
У 2005 році закінчив Кафедру військової підготовки при Харківському Університеті Повітряних Сил, пройшов курс військової підготовки спеціальністю «Бойове застосування та управління діями військових частин зенітних ракетних військ».
У 2025 закінчив Національну академію Національної гвардії України за спеціальністю «військове управління».

### Російсько-українська війна
У липні 2016 року долучився до 93 ОМБр на посаді командира механізованого взводу, де брав участь у обороні населених пунктів в районі Бахмутської траси, зокрема с. Кримське (Новоайдарський район).
Повномасштабне вторгнення зустрів на посаді заступника командира 20-го окремого мотопіхотного батальйону 93 ОМБр. Протягом 2022 року у складі  93 ОМБр брав участь у боях за Сумщину, Харківщину, Бахмут та Соледар, в 2023 на Куп'янському напрямку Харківської області. 
У 2024 брав участь у обороні міст Торецьк та Покровськ, Донецької області.

## Нагороди
- Нагрудний знак «Знак пошани»
- Відзнака командування 93 ОМБр "Холодний Яр" I ступеня
- Орден «За мужність» III ступеня
- Відзнака командира 32 ОМБр хрест "Бийся і перемагай" I ступеня
- Відзнака МОУ медаль «За військову службу Україні»